# Вюарне, Жан
Жан Вюарне (фр. Jean Vuarnet; 18 января 1933, Тунис — 2 января 2017, Салланш, Верхняя Савойя, Франция) — французский горнолыжник. Чемпион зимних Олимпийских игр в Скво-Вэлли (1960), призёр чемпионата мира.

## Карьера
Родился в Тунисе, но его детство и юность прошли в альпийском городе Морзине, где он и научился кататься на горных лыжах.
Вместе со своим тренером Жоржем Жубером совершил революцию в горнолыжном спорте, разработав современную аэродинамическую стойку лыжника. В этом положении колени сильно согнуты, туловище наклонено и подано вперед, руки вытянуты вперед, что позволяет спортсмену развивать максимальную скорость. Также был первым из горнолыжников высшего уровня отказался от стандартных деревянных лыж и начал выступать на металлических лыжах.
В 1958 году разработанные инновации принесли французу бронзовую медаль в скоростном спуске на мировом первенстве в австрийском Бадгастайне. Победившему Тони Зайлеру он проиграл 3,8 с.
На зимних Олимпийских играх 1960 года в Скво-Вэлли аэродинамическая стойка и металлические лыжи фирмы «Rossignol» позволили Вюарне стать олимпийским чемпионом, опередив на полсекунды немецкого горнолыжника Ханса-Петера Ланига.
После олимпийской победы француз ушёл из большого спорта. Он проектировал горнолыжные трассы в родном Морзине, запустил собственную линию солнцезащитных очков. Также являлся главным тренером горнолыжной сборной Италии, а с 1968 по 1972 год занимал пост вице-президента французской федерации лыжных видов спорта.
Был женат на горнолыжнице Эдит Бонльё, участнице Олимпийских игр. У пары было трое сыновей. В середине 1990-х Эдит попала под влияние тоталитарной секты «Орден солнечного храма» и в декабре 1995 года совершила суицид вместе с младшим сыном Патриком.